# 이순신대로 (아산시)
이순신대로(Yisunsin-daero, 李舜臣大路)는 충청남도 아산시 염치읍 석정 교차로와 배방읍 불당터널을 잇는 충청남도의 도로이다.

## 주요 경유지
충청남도
- 아산시 (염치읍 . 탕정면 . 배방읍)

## 노선
| 이름                    | 접속 노선                               | 소재지            | 소재지            | 소재지            | 비고                                     |
| 온양순환로와 직결       | 온양순환로와 직결                       | 온양순환로와 직결 | 온양순환로와 직결 | 온양순환로와 직결 | 온양순환로와 직결                        |
| ----------------------- | --------------------------------------- | ----------------- | ----------------- | ----------------- | ---------------------------------------- |
| 석정 교차로 (석정교)    | 국도 제45호선 지방도 제624호선 (충무로) | 아산시            | 염치읍            | 염치읍            | 국도 제39호선 구간 지방도 제624호선 구간 |
| 송곡2리 교차로 (송곡교) | 송곡길                                  | 아산시            | 염치읍            | 염치읍            | 국도 제39호선 구간 지방도 제624호선 구간 |
| (이름 없음)             | 현충사길 은행나무길                     | 아산시            | 염치읍            | 염치읍            | 국도 제39호선 구간 지방도 제624호선 구간 |
| 백암 교차로             | 백암길74번길                            | 아산시            | 염치읍            | 염치읍            | 국도 제39호선 구간 지방도 제624호선 구간 |
| 탕정 교차로             | 국도 제39호선 (배방 ~ 탕정간 도로)      | 아산시            | 염치읍            | 염치읍            | 국도 제39호선 구간 지방도 제624호선 구간 |
| 현충 교차로             | 국도 제43호선 (세종평택로)              | 아산시            | 염치읍            | 염치읍            | 지방도 제624호선 구간                    |
| 용두1교 명암1교         |                                         | 아산시            | 탕정면            | 탕정면            | 지방도 제624호선 구간                    |
| (이름 없음)             | 지방도 제624호선 (삼성로) 한내로        | 아산시            | 탕정면            | 탕정면            | 지방도 제624호선 구간                    |
| 지중해 교차로           | 탕정면로                                | 아산시            | 탕정면            | 탕정면            |                                          |
| 신풍교                  |                                         | 아산시            | 탕정면            | 탕정면            |                                          |
|                         | 배방읍                                  | 아산시            |                   |                   |                                          |
| (이름 없음)             | 새아산로                                | 아산시            |                   |                   |                                          |
| 불당터널                |                                         | 아산시            |                   |                   |                                          |
| 불당대로와 직결         |                                         |                   |                   |                   |                                          |

## 주요건물및 시설
- S-OIL 현충사주유소 (충청남도 아산시 염치읍 이순신대로 210-1)
- SK에너지 삼미상사 탕정셀프 주유소 (이순신대로 612/갈산리 185-3)
- 한국농어촌공사 아산지사 (이순신대로 442/용두리 702)
- GS칼텍스 KTX주유소 (충청남도 아산시 배방읍 이순신대로 832)
- GS칼텍스 KTX LPG충전소 (충청남도 아산시 배방읍 이순신대로 832)